# Koliganek
Koliganek ist ein Dorf der Yupik in der Dillingham Census Area in Alaska. Nach der Volkszählung 2000 lebten dort 182 Personen.

## Geographie
Koliganek liegt am linken Ufer des Nushagak Rivers.

## Geschichte
Koliganek wurde 1880 erstmals als Kaliganek von der Volkszählung erfasst. Seither hat sich das Dorf 6 km flussabwärts verschoben.

## Verkehr
1997 nahm der Koliganek Airport seinen Betrieb auf. Boote, Quads und Schneemobile sind die gebräuchlichen lokalen Transportmittel. 